# Portugals håndboldlandshold (damer)
Portugals håndboldlandshold er det portugisiske landshold i håndbold for kvinder. De er reguleret af Associação Portuguesa de Andebol og deltager i internationale konkurrencer.

## Resultater

### EM
- 2008: 16.-plads